# حزب العمل الكتالاني
حزب العمل الكتالاني (بالكتالونية: Acció Catalana)‏ هو حزب سياسي إسباني من المنطقة الكتالانية ورمز كاتالونية كان موجودا في بداية القرن العشرين. حيث أنشئ سنة 1922 بعد المؤتمر الوطني الكاتالوني الذي جمع عناصر من الشباب القومي من الرابطة الإقليمية وأعضاء سابقين في الاتحاد الجمهوري الوطني الفدرالي والمثقفين الشباب المستقلين. الذين كانوا غير راضين عن أداء الرابطة، وتكونت اللجنة المركزية الأولى من خاومي بوفيل رئيسا ولويس نيكولاو دولور وأنتوني روفيرا فيرجيلي وكارلوس خوردا ورامون دي أبادال ولياندرو سرفيرا.
وجريدتهم الرسمية كانت (La Publicidad) التي امتلكها الحزب الجديد ثم أعيد تسميتها إلى (La Publicitat)وهي الصحيفة الناطقة بإسمهم.
في الانتخابات الأولى صيف 1923 التي شارك فيها حقق نتائج ممتازة. فوقع على اتفاق مع القوميون الباسك والجاليك أطلق عليه التحالف الثلاثي. وفي 1927 انفصل الفصيل اليساري المتشدد عن الحزب، وأنشأ حزب العمل الكتالاني الجمهوري.
بعد دكتاتورية بريمو دي ريفيرا كان الحزب من الموقعين على ميثاق سان سباستيان (1930) الذي مثله مانويل كاراسكو فورميجويرا. وعين لويس نيكولاو دولورفي الحكومة المؤقتة للجمهورية، واتجه نحو نيسيتو ألكالا زامورا. وفي مارس 1931 اندمج الحزب مع حزب العمل الكتالاني الجمهوري ليصبح العمل الجمهوري الكتالوني.